# Nearc d'Elea
Nearc d'Èlea (grec antic: Νέαρχος, llatí: Nearchus) fou tirà d'Èlea, a la Magna Grècia. Només és conegut perquè va fer torturar el filòsof Zenó d'Èlea, que havia conspirat contra la seva vida. L'esmenten Valeri Màxim i Diodor de Sicília.